# Гидроколонотерапия
Гидроколонотерапия (колоногидротерапия) — вариант промывания кишечника, используемый в альтернативной медицине, аппаратная модификация клизмотерапии. Промывание кишечника осуществляется на специальной аппаратуре с использованием большого количества проточной воды или растворов[каких?], до 20—30 л за процедуру. Весь процесс врач отслеживает на мониторе.

## Эффективность и безопасность
Применение гидроколонотерапии вне лечения запоров и энкопреза (например, для очищения кишечника) не имеет научного обоснования и относится к нетрадиционной медицине. Частое применение гидроколонотерапии приводит к возникновению зависимости от клизм и может снижать эффективность действия лекарств.

## Описание
Метод основан на полном очищении толстого кишечника с использованием воды, при котором происходит многократное наполнение толстого кишечника водой и его опорожнение. В запрограммированном режиме вода подаётся по пластиковой трубке, распространяется по всей толстой кишке, выводя наружу содержимое через специальную трубку. При этом максимальное давление, создаваемое в кишечнике, не превышает 100 миллибар. Это позволяет за 3—5 сеансов с интервалом 1—3 дня провести полную очистку кишечника в щадящем для пациента режиме. Обычно промывание кишечника занимает 25—45 минут, используется 20—25 литров воды.

## Осложнения
Вздутие живота, спастические боли, тошнота, рвота, понос, раздражение брюшины, электролитный дисбаланс, почечная недостаточность, воздушные эмболии брыжеечных сосудов, перфорации прямой кишки, острая водная интоксикация, амёбиаз с летальным исходом. Применение при проведении гидроколонотерапии настоев и отваров некоторых трав может приводить к апластическим анемиям и токсическому поражению печени.